# Kapela Stachy
Kapela Stachy – zespół muzyki ludowej z Krosna.
Kapela została założona w 1965 roku przy Krośnieńskich Hutach Szła przez Stanisława Inglota. 
Na przełomie lat 60. i 70. kapela cieszyła się dużą popularnością w całej Polsce, grając rzeszowskie polki, sztajerki, wolne. Zapraszano ją na Festiwal Piosenki Polskiej w Opolu (1967 i 1969). Dzięki popularności zdobytej wśród publiczności opolskiego festiwalu muzyki rozrywkowej kapela zaczęła dawać występy razem z zespołami big-bitowymi m.in. z zespołem Skaldowie. Występowała na koncertach w całej Polsce, Niemczech, Holandii, Czechosłowacji i Bułgarii. 
Kapela współpracowała z TV Katowice występując w programach znanego etnografa prof. Adolfa Dygacza.
W latach 90. zespół często gościł w programach Telewizji Rzeszów, wraz z innymi kapelami działającymi w Krośnie takimi, jak Jacoki, Swaty, Kamraty, Pogórzanie.
W repertuarze Kapeli znajduje się ponad 200 utworów i przyśpiewek Pogórza Karpackiego. Kapela występuje w tradycyjnym dla kapel rzeszowskich składzie: skrzypce, skrzypce sekund, klarnet, cymbały, kontrabas. Cymbały są najstarszym instrumentem kapeli, liczącym ponad 270 lat i należą do kolejnych pokoleń muzyków z rodu Szajna. Skrzypkiem w kapeli jest Stanisław Wyżykowski (ur. 1927), grający również na lirze korbowej oraz zajmujący się lutnictwem. Wykonuje i naprawia skrzypce, kontrabasy, cymbały, oraz jako jeden z nielicznych w Polsce wytwarza liry korbowe.

## Pierwszy skład kapeli
- Stanisław Wyżykowski - skrzypce
- Stanisław Guzik - 2 skrzypce
- Jan Szajna - cymbały
- Józef Wojnar - altówka
- Stanisław Mrozek - klarnet
- Bronisław Kaszowski - kontrabas
- Bronisława Masłyk - przyśpiewki[1]

## Dyskografia
- Kapela Stachy - Polish Folk Music Vol.9, Polonia Records 1997[4]